# 1976年冬季残疾人奥林匹克运动会法国代表团
1976年冬季残疾人奥林匹克运动会法国代表团是法国派出的1976年冬季残疾人奥林匹克运动会代表团。获得2枚金牌和3枚铜牌。